# Hypericum lindenii
Hypericum lindenii är en johannesörtsväxtart som beskrevs av Robert Keller. Hypericum lindenii ingår i släktet johannesörter, och familjen johannesörtsväxter. Inga underarter finns listade i Catalogue of Life.